# Gennep (Eindhoven)
Gennep is een Eindhovense buurtschap in de Nederlandse provincie Noord-Brabant. Gennep is gelegen in het stadsdeel Gestel en behoort tot de wijk Oud-Gestel. Op 1 januari 2023 telde de buurt 35 inwoners, verdeeld over 11 woningen, op een oppervlakte van 1,72 km².
Gennep is een landelijk gebied dat al in 1249 wordt genoemd. De naam Gennep zou helder water kunnen betekenen of duiden op de samenvloeiing van twee rivieren. De Dommel en de Tongelreep komen hier namelijk samen. Het gebied is een kleinschalig beekdallandschap, gevormd door die twee rivieren en is een groen gebied. Onder meer het Milieu Educatie Centrum en een ecologische boerderij zijn hier gevestigd en tevens de Genneper watermolen. Samen met Sportpark Aalsterweg en Genneperzijde, twee buurten uit Stratum, staat het gebied ook bekend als de Genneper Parken.

## Fotogalerij

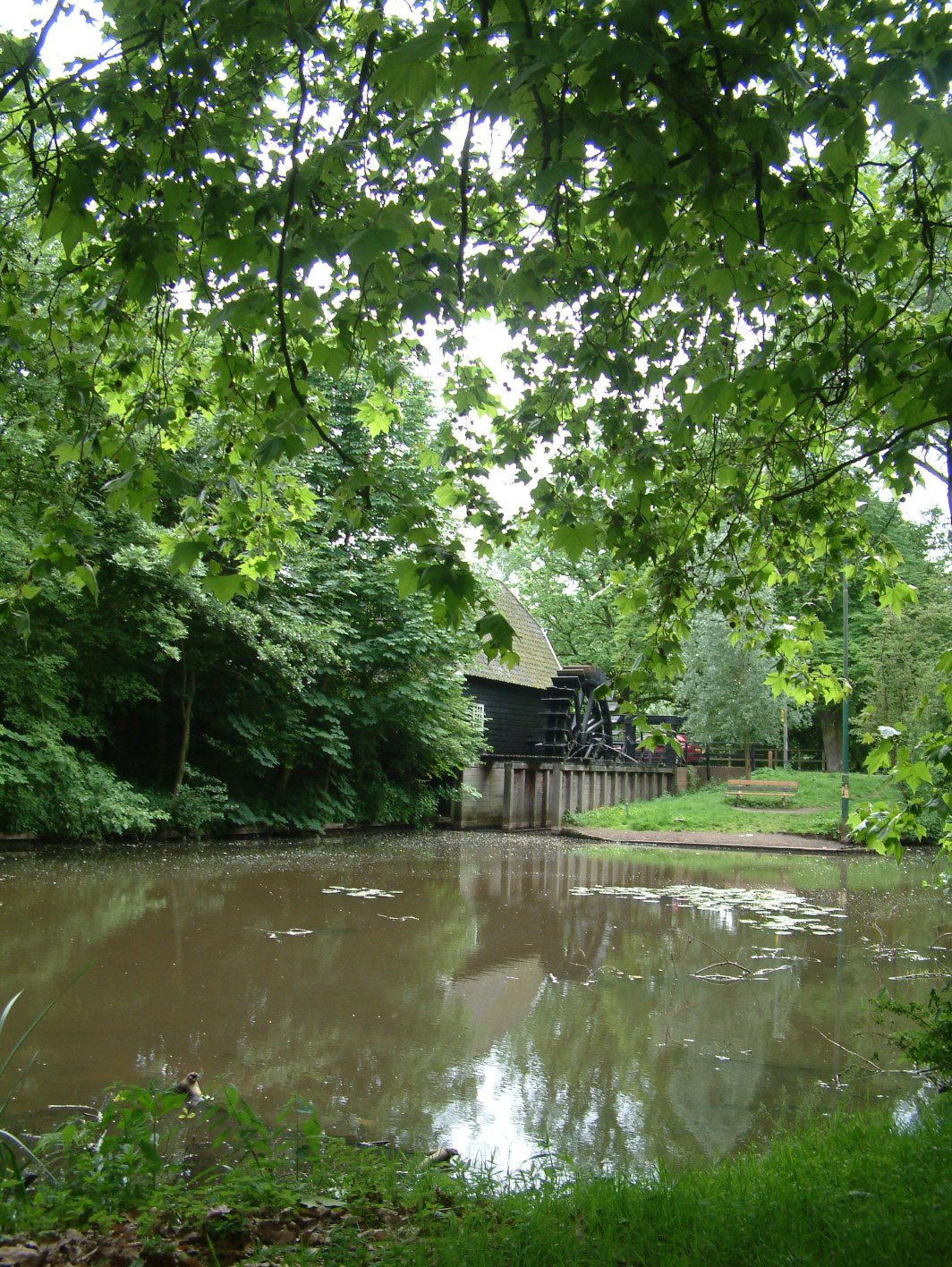
Genneper watermolen aan de Dommel
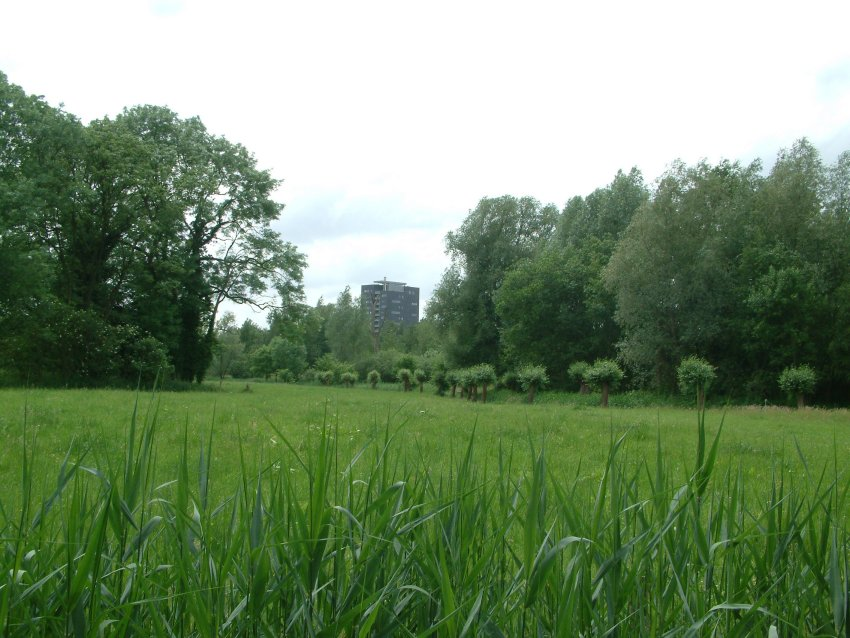
Aan de Genneperweg zicht op de High Tech Campus
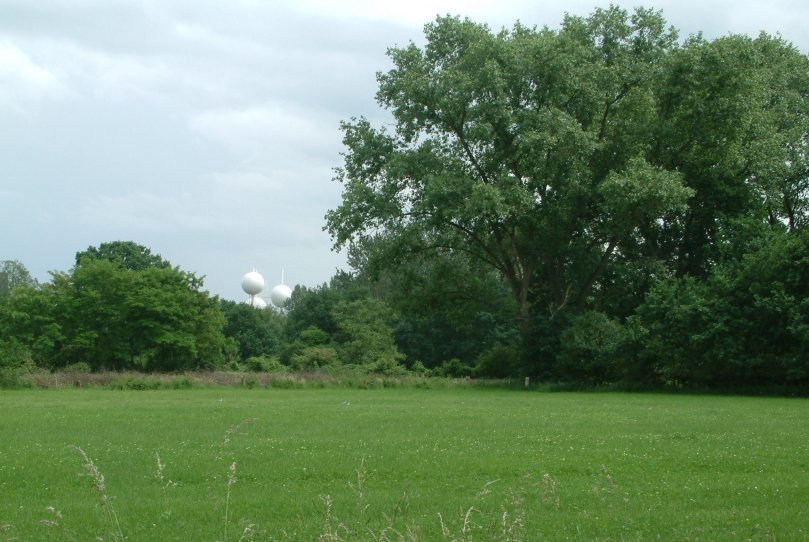
de Waterbollen gezien vanuit de Genneper Parken